# Steffen Rust
Steffen Rust (* 1967) ist ein deutscher Forstwissenschaftler und Dendrologe. Rust ist Professor für Baumpflege, Baumkontrolle, Baumbiologie und Botanik an der Fakultät Ressourcenmanagement der Hochschule Hildesheim/Holzminden/Göttingen.

## Leben
Rust begann 1987 ein Studium der Forstwissenschaften an der Georg-August-Universität Göttingen, das er 1993 mit Diplom abschloss. Zwischenzeitlich schloss er den Besuch der University of Oxford in England 1991 als Master of Science Forestry ab. Von 1993 bis 1995 folgte eine Anstellung am Leibniz-Zentrum für Agrarlandschaftsforschung. Anschließend arbeitete Rust bis 1999 an der Brandenburgischen Technischen Universität Cottbus-Senftenberg. Hier promovierte er 1999 am Lehrstuhl für Bodenschutz und Rekultivierung der Fakultät für Umweltwissenschaften über die hydraulische Architektur und den Wasserhaushalt von Kiefern.
Zwischen 1999 und 2005 war Rust an der Technischen Universität Dresden angestellt und hatte zwischen 2004 und 2005 eine parallele Tätigkeit am Thünen Institute (Standort: Eberswalde). Seit 2005 hat er eine Professur für Baumpflege, Baumkontrolle, Baumbiologie und Botanik an der Fakultät Ressourcenmanagement der Hochschule Hildesheim/Holzminden/Göttingen inne.

## Forschung und Lehre
Spezialisiert ist Rust auf Baumpflege und urbanes Waldmanagement. Er forscht und lehrt u. a. zu den Themen Baumstatik, Baumkontrolle und Wasserversorgung von Bäumen. Insbesondere die eingehende Baumuntersuchung unter Zuhilfenahme von zerstörungsfreien Diagnosegeräten gehört zu seinen Forschungsfeldern.
Rust war unter anderem beteiligt an der Nutzbarmachung der Schalltomografie für die Untersuchung stehender Bäume und führte gemeinsam mit Andreas Detter einige der ersten wissenschaftlichen Überprüfungen von Zugversuchen an Bäumen im deutschen Sprachraum durch.

## Mitgliedschaften
Als Mitglied des Arbeitskreises Baumpflege/Baumkontrollen der FLL war und ist Rust beteiligt an der Erarbeitung von Standards für die Baumpflege, Baumkontrolle und Baumuntersuchung in Deutschland (ZTV-Baumpflege, Baumuntersuchungsrichtlinien, Baumkontrollrichtlinien).

## Veröffentlichungen
- Hydraulische Architektur und Wasserhaushalt von Kiefer (Pinus sylvestris L.) : mit begleitenden Untersuchungen an Fichte (Picea abies (L.) Karst.), Buche (Fagus sylvatica L.) und Balsampappelklonen. In: Cottbusser Schriften zu Bodenschutz und Rekultivierung. Bd. 3 (1999), DNB 956574815
- Accuracy and Reproducibility of Acoustic Tomography Significantly Increase with Precision of Sensor Position. In: Journal of Forest and Landscape Research (2017), S. 1–6, DOI: 10.13141/jflr.v2i1.449
- Tools for Tree Risk Assessment. In: Francesco Ferrini, Cecil C. Konijnendijk van den Bosch, Alessio Fini (edt.)(2017): Routledge Handbook of Urban Forestry. Routledge, New York/Abingdon,
- Geräte und Verfahren zur eingehenden Baumuntersuchung. In: Prof. Dr. Andreas Roloff (Hrsg.)(2019): Baumpflege. 3., erweiterte  Auflage. Eugen Ulmer, Stuttgart (Hohenheim), S. 219–232. ISBN 978-0-367-35238-7
- S. Rust, L. Göcke: A new tomographic device for the non-destructive testing of standing trees. In: Proceedings of the 12th International Symposium on Nondestructive Testing of Wood. University of Western Hungary, Sopron, 13.–15. September 2000. S. 233–238.
- Weitere Veröffentlichungen unter der ORCID-Nummer: 0000-0003-0246-0740